# Zoopage mitospora
Zoopage mitospora är en svampart som beskrevs av Drechsler 1938. Zoopage mitospora ingår i släktet Zoopage och familjen Zoopagaceae.   Inga underarter finns listade i Catalogue of Life.